# 伯克斯 (內布拉斯加州)
伯克斯（英語：Berks）是位於美國內布拉斯加州蘭開斯特縣及薩林縣的非建制地區。

## 歷史
伯克斯的郵局於1898年設立，其後於1912年停運。

## 地理
伯克斯所處的海拔為高於海平面432米（即1417英呎），而該地所採用的時區為UTC-6，即北美中部时区（CST）。同時該地設有夏令時間，為UTC-6調快一小時，即UTC-5（CDT）。